# Andrej Stoljarov
Andrej Jur'evič Stoljarov (in russo Андрей Юрьевич Столяров?; Soči, 9 gennaio 1977) è un ex tennista russo.

## Carriera
In carriera ha raggiunto una finale nel singolare. Nei tornei del Grande Slam ha ottenuto il suo miglior risultato raggiungendo nel singolare il terzo turno a Wimbledon nel 2001.
In Coppa Davis ha giocato un totale di 2 partite, ottenendo 2 vittorie. Nel 2002 ha vinto la competizione con la squadra russa.

## Statistiche

### Singolare

#### Finali perse (1)
| Numero | Anno           | Torneo                | Superficie | Avversario in finale | Punteggio |
| 1.     | 8 gennaio 2001 | Chennai Open, Chennai | Cemento    | Michal Tabara        | 2-6, 6-7  |